# Polewali (kabupatenhuvudort i Indonesien)
Polewali är en kabupatenhuvudort i Indonesien.   Den ligger i provinsen Sulawesi Barat, i den centrala delen av landet, 1 400 km öster om huvudstaden Jakarta. Polewali ligger 6 meter över havet och antalet invånare är 58 190.
Terrängen runt Polewali är varierad. Havet är nära Polewali söderut.Runt Polewali är det mycket tätbefolkat, med 1 313 invånare per kvadratkilometer. Det finns inga andra samhällen i närheten. 